# 170街車站 (IRT傑羅姆大道線)
170街車站（英語：170th Street station）是紐約地鐵IRT傑羅姆大道線的一個慢車地鐵站，位於布朗克斯170街及傑羅姆大道交界，設有4號線（任何時候停站）列車服務。
車站於1917年6月2日作為傑羅姆大道線的首部分投入服務，設有來往王橋路車站和149街車站的接駁服務。當時王橋路車站只使用南行月台。1918年7月17日改為直通至IRT萊辛頓大道線。此站於2004年翻新。

## 車站結構
| 月台層 | 側式月台 | 側式月台                                                                                                  |
| 月台層 | 北行慢車 | ← 往伍德羅恩 (伊甸山大道)                                                                                 |
| 月台層 | 尖峰快車 | ← 不停靠 (部分繁忙時段列車)                                                                               |
| 月台層 | 南行慢車 | → 往皇冠高地-猶提卡大道 (深夜往新地段大道) (167街) →                                                      |
| 月台層 | 側式月台 | |
| 夾層   | 夾層     | 閘機、車站詢問處、Metrocard自動售票機 Elevator at southeast corner of East 170th Street and Jerome Avenue |
| Ground | 街道層   | 出入口 |

此高架車站設有兩個側式月台和三條軌道。

## 外部連結
维基共享资源上的相關多媒體資源：170街車站
- nycsubway.org—IRT Woodlawn Line: 170th Street
- nycsubway.org — Views from Above Artwork by Dina Bursztyn (2005)（页面存档备份，存于）
- Station Reporter — 4 Train
- The Subway Nut — 170th Street Pictures（页面存档备份，存于）
- MTA's Arts For Transit — 170th Street (IRT Jerome Avenue Line)
- 170th Street entrance from Google Maps Street View（页面存档备份，存于）
- Platforms from Google Maps Street View （页面存档备份，存于）